# Аскоцентрум
Аскоцентрум (лат. Ascocentrum) — род многолетних эпифитных травянистых растений семейства Орхидные.
Аббревиатура родового названия — Asctm.
Многие представители рода и гибриды с их участием популярны в комнатном и оранжерейном цветоводстве, а также широко представлены в ботанических садах.

## Синонимы
По данным Королевских ботанических садов в Кью:
- Ascolabium S.S.Ying, 1977

## Этимологияи история описания
Название рода происходит от греческих слов «ascos» — сумка и «kentron» — шпорец и указывает на наличие большого шпорца в основании губы.
Описан Рихардом Шлехтером в 1914 году.

## Распространение, экологические особенности
От южных склонов Гималаев до Филиппин.
Эпифиты, реже литофиты.

## Биологическое описание

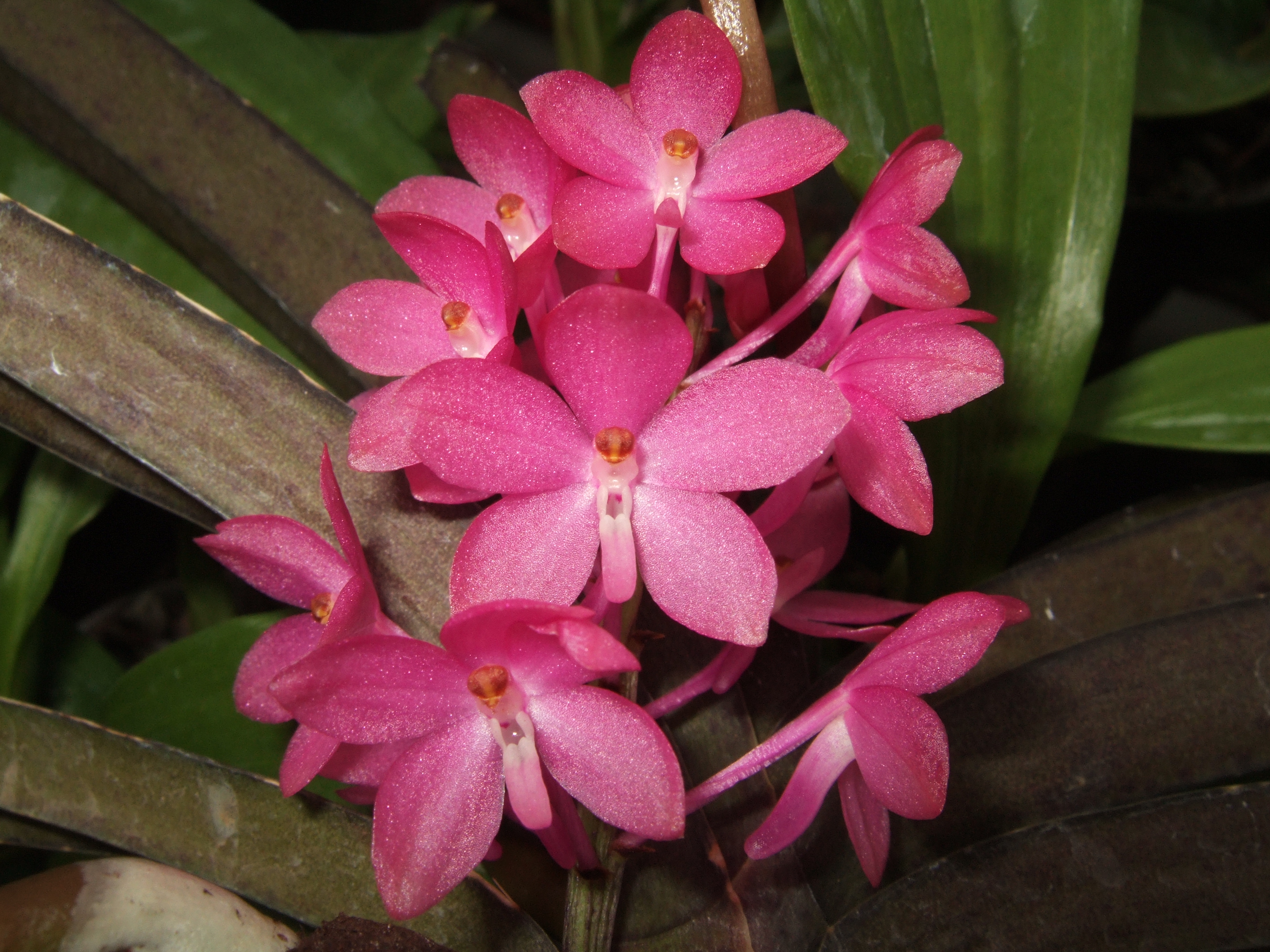
Ascocentrum ampullaceum

Низкорослые моноподиальные растения по габитусу напоминающие виды рода Ванда. 
Соцветие — прямостоячая или несколько поникающая многоцветковая кисть цилиндрической формы. 
Цветки мелкие, широко раскрытые, окрашены в яркие цвета. Чашелистики и лепестки похожи друг на друга. 
 Губа трехлопастная, неподвижная, прикреплена к основанию колонки и слегка сросшаяся с ней в основании боковыми долями. Средняя доля языкообразная. 
 Шпорец короче завязи и цветоножки, во вздутием в зеве у основания средней доли. 
 Колонка короткая. 
Поллиниев — 2. 
Хромосомы — 2n = 38.

## Виды
По информации базы данных The Plant List (2013), род включает 13 видов
.
По данным Королевских ботанических садов в Кью:
- Ascocentrum ampullaceum (Roxb.) Schltr., 1914
- Ascocentrum aurantiacum Schltr. ex J.J.Sm., 1917
  - Ascocentrum aurantiacum subsp. aurantiacum.
  - Ascocentrum aurantiacum subsp. philippinense Christenson, 1992
- Ascocentrum aureum J.J.Sm., 1917
- Ascocentrum christensonianum Haager, 1993
- Ascocentrum curvifolium (Lindl.) Schltr. ex Prain, 1921
- Ascocentrum garayi Christenson, 1992
- Ascocentrum himalaicum (Deb, Sengupta & Malick) Christenson, 1987
- Ascocentrum insularum Christenson, 1992
- Ascocentrum miniatum (Lindl.) Schltr. ex J.J.Sm., 1914
- Ascocentrum pumilum (Hayata) Schltr., 1919
- Ascocentrum rubescens (Rolfe) P.F.Hunt, 1970
- Ascocentrum rubrum (Lindl.) Seidenf., 1988
- Ascocentrum semiteretifolium Seidenf., 1970

## Охрана исчезающих видов
Все виды рода Ascocentrum входят в Приложение II Конвенции CITES. Цель Конвенции состоит в том, чтобы гарантировать, что международная торговля дикими животными и растениями не создаёт угрозы их выживанию.

## В культуре
Тепло-, влаго- и светолюбивые растения. Оптимальная температура их содержания составляет 18-23°С, зимой не ниже 15 °C.
Посадка в корзинку для эпифитов (для взрослого растения оптимален размер 10х10 см, при выращивании нескольких растений в одной корзинке, её ширина может увеличиваться до 30 см) или на блок, реже используется посадка в пластиковый или керамический горшок. Субстрат — смесь сосновой коры средней фракции (кусочки от 0,4 до 1,0 см), иногда с добавлением сфагнума. 
Полив равномерный в течение всего года. Осуществляется после просушки субстрата. Частота полива определяется способом выращивания растений. Растения на блоках требуют более частого орошения, чем в корзинках и тем более в горшках.
 Ярко выраженного периода покоя нет.

Относительная влажность воздуха 60-90%.
Свет — 15000-20000 люкс (яркий рассеянный свет). Для культивирования аскоцентрумов в условиях квартир подходят окна южной, восточной и западной ориентации. В условиях средней полосы России желательна искусственная подсветка в осенне-зимний период.

## Искусственные межродовыегибриды(грексы) с участиемAscocentrum

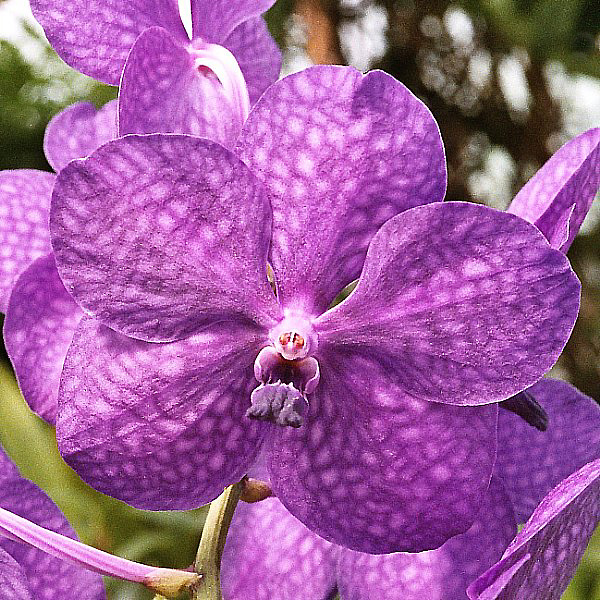
Ascocenda Princess Mikasa

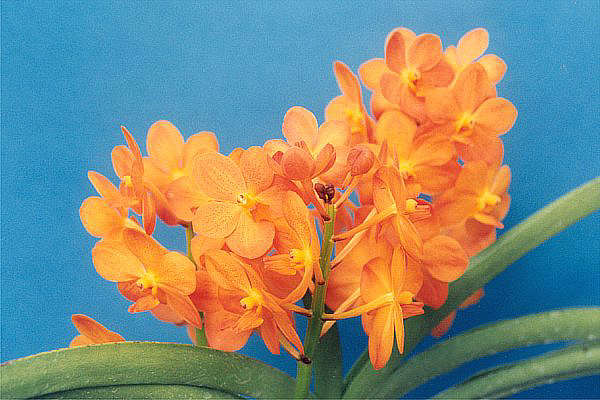
Ascocenda Su-Fun Beauty

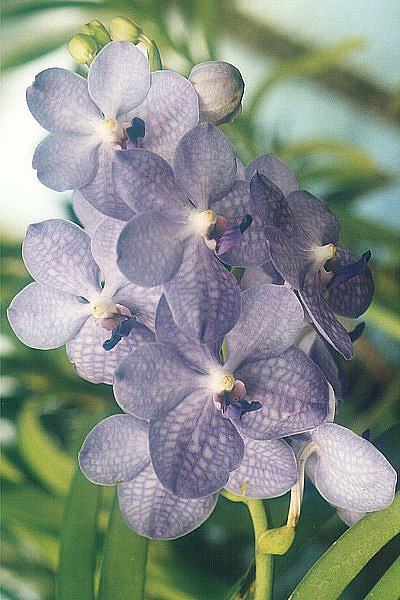
Ascocenda Royal Sapphire x Vanda coerulea

- Aeridocentrum: Aerctm (Aerides x Ascocentrum)
- Aerasconetia: Aescta (Aerides x Ascocentrum x Neofinetia)
- Alphonsoara: Alph (Arachnis x Ascocentrum x Vanda x Vandopsis)
- Angraecentrum: Angctm (Angraecum x Ascocentrum)
- Ascandopsis: Ascdps (Ascocentrum x Vandopsis)
- Ascocenda: Ascda (Ascocentrum x Vanda)
- Ascocleinetia: Ascln (Ascocentrum x Cleisocentron x Neofinetia)
- Ascofinetia: Ascf (Ascocentrum x Neofinetia)
- Ascogastisia: Agsta (Ascocentrum x Gastrochilus x Luisia)
- Ascoglottis: Asgts (Ascocentrum x Trichoglottis)
- Asconopsis: Ascps (Ascocentrum x Phalaenopsis)
- Ascorachnis: Ascns (Arachnis x Ascocentrum)
- Ascovandoritis: Asvts (Ascocentrum x Doritis x Vanda)
- Beardara: Bdra (Ascocentrum x Doritis x Phalaenopsis)
- Bokchoonara: Bkch (Arachnis x Ascocentrum x Phalaenopsis x Vanda)
- Bovornara: Bov (Arachnis x Ascocentrum x Rhynchostylis x Vanda)
- Chilocentrum: Chctm (Ascocentrum x Chiloschista)
- Christieara: Chtra (Aerides x Ascocentrum x Vanda)
- Darwinara: Dar (Ascocentrum x Neofinetia x Rhynchostylis x Vanda)
- Debruyneara: Dbra (Ascocentrum x Luisia x Vanda)
- Devereuxara: Dvra (Ascocentrum x Phalaenopsis x Vanda)
- Dominyara: Dmya (Ascocentrum x Luisia x Neofinetia x Rhynchostylis)
- Doricentrum: Dctm (Ascocentrum x Doritis)
- Eastonara: Eas (Ascocentrum x Gastrochilus x Vanda)
- Fujioara: Fjo (Ascocentrum x Trichoglottis x Vanda)
- Gottererara: Gott (Ascocentrum x Renanthera x Vandopsis)
- Himoriara: Hmra (Ascocentrum x Phalaenopsis x Rhynchostylis x Vanda)
- Hugofreedara: Hgfda (Ascocentrum x Doritis x Kingiella)
- Isaoara: Isr (Aerides x Ascocentrum x Phalaenopsis x Vanda)
- Kagawara: Kgw (Ascocentrum x Renanthera x Vanda)
- Knappara: Knp (Ascocentrum x Rhynchostylis x Vanda x Vandopsis)
- Knudsonara: Knud (Ascocentrum x Neofinetia x Renanthera x Rhynchostylis x Vanda)
- Komkrisara: Kom (Ascocentrum x Renanthera x Rhynchostylis)
- Lauara: Lauara (Ascoglossum x Renanthera x Rhynchostylis)
- Luicentrum: Lctm (Ascocentrum x Luisia)
- Luascotia: Lscta (Ascocentrum x Luisia x Neofinetia)
- Lowsonara: Lwnra (Aerides x Ascocentrum x Rhynchostylis)
- Lewisara: Lwsra (Aerides x Arachnis x Ascocentrum x Vanda)
- Micholitzara: Mchza (Aerides x Ascocentrum x Neofinetia x Vanda)
- Mokara: Mkra (Arachnis x Ascocentrum x Vanda)
- Moonara: Mnra (Aerides x Ascocentrum x Neofinetia x Rhynchostylis)
- Nakamotoara: Nak (Ascocentrum x Neofinetia x Vanda)
- Naugleara: Naug (Ascocentrum x Ascoglossum x Renanthera)
- Okaara: Okr (Ascocentrum x Renanthera x Rhynchostylis x Vanda)
- Onoara: Onra (Ascocentrum x Renanthera x Vanda x Vandopsis)
- Pageara: Pga (Ascocentrum x Luisia x Rhynchostylis x Vanda)
- Pelacentrum: Plctm (Ascocentrum x Pelatantheria)
- Paulara: Plra (Ascocentrum x Doritis x Phalaenopsis x Renanthera x Vanda)
- Pomacentrum: Pmctm (Ascocentrum x Pomatocalpa)
- Renancentrum: Rnctm (Ascocentrum x Renanthera)
- Rhynchocentrum: Rhctm (Ascocentrum x Rhynchostylis)
- Richardmizutaara: Rcmza (Ascocentrum x Phalaenopsis x Vandopsis)
- Robinara: Rbnra (Aerides x Ascocentrum x Renanthera x Vanda)
- Ronnyara: Rnya (Aerides x Ascocentrum x Rhynchostylis x Vanda)
- Rosakirschara: Rskra (Ascocentrum x Neofinetia x Renanthera)
- Rumrillara: Rlla (Ascocentrum x Neofinetia x Rhynchostylis)
- Sarcocentrum: Srctm (Ascocentrum x Sarcochilus)
- Shigeuraara: Shgra (Ascocentrum x Ascoglossum x Renanthera x Vanda)
- Silpaprasertara: Silpa (Aerides x Ascocentrum x Sarcanthus)
- Stamariaara: Stmra (Ascocentrum x Phalaenopsis x Renanthera x Vanda)
- Sutingara: Sut (Arachnis x Ascocentrum x Phalaenopsis x Vanda x Vandopsis)
- Vandewegheara: Vwga (Ascocentrum x Doritis x Phalaenopsis x Vanda)
- Vascostylis: Vasco (Ascocentrum x Rhynchostylis x Vanda)
- Wilkinsara: Wknsra (Ascocentrum x Vanda x Vandopsis)
- Yusofara: Ysfra (Arachnis x Ascocentrum x Renanthera x Vanda)